# 18e étape du Tour de France 2016
Pour un article plus général, voir Tour de France 2016.

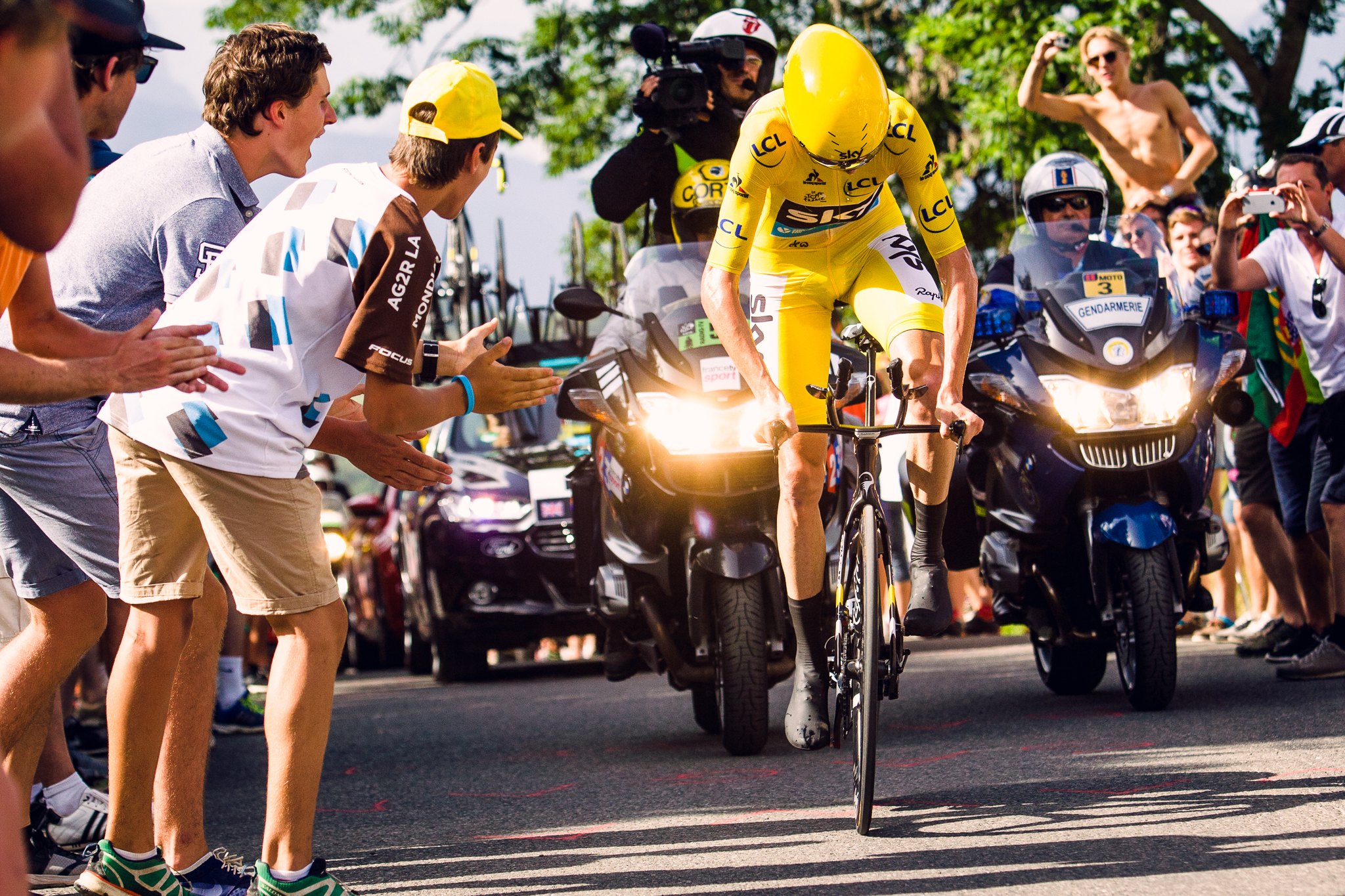
Photographie du maillot jaune, Chris Froome, lors de la 18ème étape du Tour de France 2016

La 18e étape du Tour de France 2016 se déroule le jeudi 21 juillet 2016 entre Sallanches et Megève, sous la forme d'un contre-la-montre individuel accidenté de 17 kilomètres.

## Parcours
Départ de Sallanches vers la côte de Domancy (2,5 km à 9,4%) puis passage par Combloux puis la côte des Choseaux (3,1 km à 5,4%) et enfin une descente dans les trois derniers kilomètres vers Megève.

## Déroulement de la course
Christopher Froome dernier à partir, finit premier du contre-la-montre devant Tom Dumoulin.

## Résultats

### Classement de l'étape
| \| Classement de l'étape \| Classement de l'étape \| Classement de l'étape \| Classement de l'étape \| Classement de l'étape \| \| Coureur \| Coureur \| Pays \| Équipe \| Temps \| \| --------------------- \| --------------------- \| --------------------- \| --------------------- \| --------------------- \| \| 1er \| Christopher Froome \| Royaume-Uni \| Team Sky \| 30 min 43 s \| \| 2e \| Tom Dumoulin \| Pays-Bas \| Giant-Alpecin \| + 21 s \| \| 3e \| Fabio Aru \| Italie \| Astana \| + 33 s \| \| 4e \| Richie Porte \| Australie \| BMC Racing Team \| + 33 s \| \| 5e \| Romain Bardet \| France \| AG2R La Mondiale \| + 42 s \| \| 6e \| Thomas De Gendt \| Belgique \| Lotto-Soudal \| + 1 min 02 s \| \| 7e \| Ion Izagirre \| Espagne \| Movistar Team \| + 1 min 03 s \| \| 8e \| Joaquim Rodríguez \| Espagne \| Katusha \| + 1 min 05 s \| \| 9e \| Louis Meintjes \| Afrique du Sud \| Lampre-Merida \| + 1 min 08 s \| \| 10e \| Nairo Quintana \| Colombie \| Movistar Team \| + 1 min 10 s \| |                    |                |                  |              |
| |                    |                |                  |              |
| Source : ProCyclingStats |                    |                |                  |              |
| Classement de l'étape |                    |                |                  |              |
| Coureur | Coureur            | Pays           | Équipe           | Temps        |
| 1er | Christopher Froome | Royaume-Uni    | Team Sky         | 30 min 43 s  |
| 2e | Tom Dumoulin       | Pays-Bas       | Giant-Alpecin    | + 21 s       |
| 3e | Fabio Aru          | Italie         | Astana           | + 33 s       |
| 4e | Richie Porte       | Australie      | BMC Racing Team  | + 33 s       |
| 5e | Romain Bardet      | France         | AG2R La Mondiale | + 42 s       |
| 6e | Thomas De Gendt    | Belgique       | Lotto-Soudal     | + 1 min 02 s |
| 7e | Ion Izagirre       | Espagne        | Movistar Team    | + 1 min 03 s |
| 8e | Joaquim Rodríguez  | Espagne        | Katusha          | + 1 min 05 s |
| 9e | Louis Meintjes     | Afrique du Sud | Lampre-Merida    | + 1 min 08 s |
| 10e | Nairo Quintana     | Colombie       | Movistar Team    | + 1 min 10 s |

### Classements intermédiaires
| Classement à la Côte de Domancy - Prix Bernard Hinault (km 6,5) | Classement à la Côte de Domancy - Prix Bernard Hinault (km 6,5) | Classement à la Côte de Domancy - Prix Bernard Hinault (km 6,5) | Classement à la Côte de Domancy - Prix Bernard Hinault (km 6,5) | Classement à la Côte de Domancy - Prix Bernard Hinault (km 6,5) |
|                                                                 | Coureur                                                         | Pays                                                            | Équipe                                                          | Temps                                                           |
| --------------------------------------------------------------- | --------------------------------------------------------------- | --------------------------------------------------------------- | --------------------------------------------------------------- | --------------------------------------------------------------- |
| 1er                                                             | Richie Porte                                                    | Australie                                                       | BMC Racing                                                      | en 11 min 33 s                                                  |
| 2e                                                              | Tom Dumoulin                                                    | Pays-Bas                                                        | Giant-Alpecin                                                   | + 9 s                                                           |
| 3e                                                              | Adam Yates                                                      | Royaume-Uni                                                     | Orica-BikeExchange                                              | + 10 s                                                          |
| 4e                                                              | Thomas De Gendt                                                 | Belgique                                                        | Lotto-Soudal                                                    | + 21 s                                                          |
| 5e                                                              | Christopher Froome                                              | Royaume-Uni                                                     | Sky                                                             | + 23 s                                                          |
| 6e                                                              | Joaquim Rodríguez                                               | Espagne                                                         | Katusha                                                         | + 24 s                                                          |
| 7e                                                              | Fabio Aru                                                       | Italie                                                          | Astana                                                          | + 25 s                                                          |
| 8e                                                              | Alejandro Valverde                                              | Espagne                                                         | Movistar                                                        | + 27 s                                                          |
| 9e                                                              | Jérôme Coppel                                                   | France                                                          | IAM                                                             | + 27 s                                                          |
| 10e                                                             | Tony Gallopin                                                   | France                                                          | Lotto-Soudal                                                    | + 28 s                                                          |
| modifier                                                        |                                                                 |                                                                 |                                                                 |                                                                 |

| Classement à Combloux (km 10) | Classement à Combloux (km 10) | Classement à Combloux (km 10) | Classement à Combloux (km 10) | Classement à Combloux (km 10) |
|                               | Coureur                       | Pays                          | Équipe                        | Temps                         |
| ----------------------------- | ----------------------------- | ----------------------------- | ----------------------------- | ----------------------------- |
| 1er                           | Tom Dumoulin                  | Pays-Bas                      | Giant-Alpecin                 | en 18 min 49 s                |
| 2e                            | Richie Porte                  | Australie                     | BMC Racing                    | + 10 s                        |
| 3e                            | Christopher Froome            | Royaume-Uni                   | Sky                           | + 10 s                        |
| 4e                            | Fabio Aru                     | Italie                        | Astana                        | + 24 s                        |
| 5e                            | Romain Bardet                 | France                        | AG2R La Mondiale              | + 35 s                        |
| 6e                            | Thomas De Gendt               | Belgique                      | Lotto-Soudal                  | + 37 s                        |
| 7e                            | Adam Yates                    | Royaume-Uni                   | Orica-BikeExchange            | + 42 s                        |
| 8e                            | Joaquim Rodríguez             | Espagne                       | Katusha                       | + 46 s                        |
| 9e                            | Jérôme Coppel                 | France                        | IAM                           | + 48 s                        |
| 10e                           | Alejandro Valverde            | Espagne                       | Movistar                      | + 48 s                        |
| modifier                      |                               |                               |                               |                               |

| \| Classement aux Berthelets (km 13,5) \| Classement aux Berthelets (km 13,5) \| Classement aux Berthelets (km 13,5) \| Classement aux Berthelets (km 13,5) \| Classement aux Berthelets (km 13,5) \| \| \| Coureur \| Pays \| Équipe \| Temps \| \| ----------------------------------- \| ----------------------------------- \| ----------------------------------- \| ----------------------------------- \| ----------------------------------- \| \| 1er \| Christopher Froome \| Royaume-Uni \| Sky \| en 24 min 48 s \| \| 2e \| Tom Dumoulin \| Pays-Bas \| Giant-Alpecin \| + 13 s \| \| 3e \| Richie Porte \| Australie \| BMC Racing \| + 22 s \| \| 4e \| Fabio Aru \| Italie \| Astana \| + 29 s \| \| 5e \| Romain Bardet \| France \| AG2R La Mondiale \| + 43 s \| \| 6e \| Thomas De Gendt \| Belgique \| Lotto-Soudal \| + 52 s \| \| 7e \| Ion Izagirre \| Espagne \| Movistar \| + 56 s \| \| 8e \| Joaquim Rodríguez \| Espagne \| Katusha \| + 1 min 2 s \| \| 9e \| Jérôme Coppel \| France \| IAM \| + 1 min 3 s \| \| 10e \| Adam Yates \| Royaume-Uni \| Orica-BikeExchange \| + 1 min 5 s \| \| modifier \| \| \| \| \| |                    |             |                    |                |
| Classement aux Berthelets (km 13,5) |                    |             |                    |                |
| | Coureur            | Pays        | Équipe             | Temps          |
| 1er | Christopher Froome | Royaume-Uni | Sky                | en 24 min 48 s |
| 2e | Tom Dumoulin       | Pays-Bas    | Giant-Alpecin      | + 13 s         |
| 3e | Richie Porte       | Australie   | BMC Racing         | + 22 s         |
| 4e | Fabio Aru          | Italie      | Astana             | + 29 s         |
| 5e | Romain Bardet      | France      | AG2R La Mondiale   | + 43 s         |
| 6e | Thomas De Gendt    | Belgique    | Lotto-Soudal       | + 52 s         |
| 7e | Ion Izagirre       | Espagne     | Movistar           | + 56 s         |
| 8e | Joaquim Rodríguez  | Espagne     | Katusha            | + 1 min 2 s    |
| 9e | Jérôme Coppel      | France      | IAM                | + 1 min 3 s    |
| 10e | Adam Yates         | Royaume-Uni | Orica-BikeExchange | + 1 min 5 s    |
| modifier |                    |             |                    |                |

### Points attribués
| Arrivée d'étape Megève (km 17) | Arrivée d'étape Megève (km 17) | Arrivée d'étape Megève (km 17) | Arrivée d'étape Megève (km 17) | Arrivée d'étape Megève (km 17) |
| ------------------------------ | ------------------------------ | ------------------------------ | ------------------------------ | ------------------------------ |
|                                | Coureur                        | Pays                           | Équipe                         | Point(s)                       |
| 1er                            | Christopher Froome             | Royaume-Uni                    | Sky                            | 20                             |
| 2e                             | Tom Dumoulin                   | Pays-Bas                       | Giant-Alpecin                  | 17                             |
| 3e                             | Fabio Aru                      | Italie                         | Astana                         | 15                             |
| 4e                             | Richie Porte                   | Australie                      | BMC Racing                     | 13                             |
| 5e                             | Romain Bardet                  | France                         | AG2R La Mondiale               | 11                             |
| 6e                             | Thomas De Gendt                | Belgique                       | Lotto-Soudal                   | 10                             |
| 7e                             | Ion Izagirre                   | Espagne                        | Movistar                       | 9                              |
| 8e                             | Joaquim Rodríguez              | Espagne                        | Katusha                        | 8                              |
| 9e                             | Louis Meintjes                 | Afrique du Sud                 | Lampre-Merida                  | 7                              |
| 10e                            | Nairo Quintana                 | Colombie                       | Movistar                       | 6                              |
| 11e                            | Jérôme Coppel                  | France                         | IAM                            | 5                              |
| 12e                            | Alejandro Valverde             | Espagne                        | Movistar                       | 4                              |
| 13e                            | Roman Kreuziger                | Tchéquie                       | Tinkoff                        | 3                              |
| 14e                            | Stef Clement                   | Pays-Bas                       | IAM                            | 2                              |
| 15e                            | Vincenzo Nibali                | Italie                         | Astana                         | 1                              |
| modifier                       |                                |                                |                                |                                |

## Classements à l'issue de l'étape

### Classement général
| \| Classement général \| Classement général \| Classement général \| Classement général \| Classement général \| \| Coureur \| Coureur \| Pays \| Équipe \| Temps \| \| ------------------ \| ------------------ \| ------------------ \| ------------------ \| ------------------ \| \| 1er \| Christopher Froome \| Royaume-Uni \| Team Sky \| 77 h 55 min 53 s \| \| 2e \| Bauke Mollema \| Pays-Bas \| Trek-Segafredo \| + 3 min 52 s \| \| 3e \| Adam Yates \| Royaume-Uni \| Orica-BikeExchange \| + 4 min 16 s \| \| 4e \| Nairo Quintana \| Colombie \| Movistar Team \| + 4 min 37 s \| \| 5e \| Romain Bardet \| France \| AG2R La Mondiale \| + 4 min 57 s \| \| 6e \| Richie Porte \| Australie \| BMC Racing Team \| + 5 min 00 s \| \| 7e \| Fabio Aru \| Italie \| Astana \| + 6 min 08 s \| \| 8e \| Alejandro Valverde \| Espagne \| Movistar Team \| + 6 min 37 s \| \| 9e \| Louis Meintjes \| Afrique du Sud \| Lampre-Merida \| + 7 min 15 s \| \| 10e \| Dan Martin \| Irlande \| Etixx-Quick Step \| + 7 min 18 s \| |                    |                |                    |                  |
| |                    |                |                    |                  |
| Source : ProCyclingStats |                    |                |                    |                  |
| Classement général |                    |                |                    |                  |
| Coureur | Coureur            | Pays           | Équipe             | Temps            |
| 1er | Christopher Froome | Royaume-Uni    | Team Sky           | 77 h 55 min 53 s |
| 2e | Bauke Mollema      | Pays-Bas       | Trek-Segafredo     | + 3 min 52 s     |
| 3e | Adam Yates         | Royaume-Uni    | Orica-BikeExchange | + 4 min 16 s     |
| 4e | Nairo Quintana     | Colombie       | Movistar Team      | + 4 min 37 s     |
| 5e | Romain Bardet      | France         | AG2R La Mondiale   | + 4 min 57 s     |
| 6e | Richie Porte       | Australie      | BMC Racing Team    | + 5 min 00 s     |
| 7e | Fabio Aru          | Italie         | Astana             | + 6 min 08 s     |
| 8e | Alejandro Valverde | Espagne        | Movistar Team      | + 6 min 37 s     |
| 9e | Louis Meintjes     | Afrique du Sud | Lampre-Merida      | + 7 min 15 s     |
| 10e | Dan Martin         | Irlande        | Etixx-Quick Step   | + 7 min 18 s     |

### Classement par points
| Classement par points | Classement par points | Classement par points | Classement par points | Classement par points |
| --------------------- | --------------------- | --------------------- | --------------------- | --------------------- |
|                       | Coureur               | Pays                  | Équipe                | Point(s)              |
| 1er                   | Peter Sagan           | Slovaquie             | Tinkoff               | 425 points            |
| 2e                    | Marcel Kittel         | Allemagne             | Etixx-Quick Step      | 228 pts               |
| 3e                    | Bryan Coquard         | France                | Direct Énergie        | 156 pts               |
| 4e                    | Alexander Kristoff    | Norvège               | Katusha               | 152 pts               |
| 5e                    | Michael Matthews      | Australie             | Orica-BikeExchange    | 143 pts               |
| 6e                    | Greg Van Avermaet     | Belgique              | BMC Racing            | 136 pts               |
| 7e                    | André Greipel         | Allemagne             | Lotto-Soudal          | 128 pts               |
| 8e                    | Christopher Froome    | Royaume-Uni           | Sky                   | 124 pts               |
| 9e                    | Thomas De Gendt       | Belgique              | Lotto-Soudal          | 116 pts               |
| 10e                   | Rafał Majka           | Pologne               | Tinkoff               | 114 pts               |
| modifier              |                       |                       |                       |                       |

### Classement du meilleur grimpeur
| Classement du meilleur grimpeur | Classement du meilleur grimpeur | Classement du meilleur grimpeur | Classement du meilleur grimpeur | Classement du meilleur grimpeur |
| ------------------------------- | ------------------------------- | ------------------------------- | ------------------------------- | ------------------------------- |
|                                 | Coureur                         | Pays                            | Équipe                          | Point(s)                        |
| 1er                             | Rafał Majka                     | Pologne                         | Tinkoff                         | 173 points                      |
| 2e                              | Thomas De Gendt                 | Belgique                        | Lotto-Soudal                    | 90 pts                          |
| 3e                              | Ilnur Zakarin                   | Russie                          | Katusha                         | 78 pts                          |
| 4e                              | Daniel Navarro                  | Espagne                         | Cofidis                         | 69 pts                          |
| 5e                              | Jarlinson Pantano               | Colombie                        | IAM                             | 63 pts                          |
| 6e                              | Serge Pauwels                   | Belgique                        | Dimension Data                  | 62 pts                          |
| 7e                              | Tom Dumoulin                    | Pays-Bas                        | Giant-Alpecin                   | 58 pts                          |
| 8e                              | Stef Clement                    | Pays-Bas                        | IAM                             | 53 pts                          |
| 9e                              | Rui Costa                       | Portugal                        | Lampre-Merida                   | 50 pts                          |
| 10e                             | Kristijan Đurasek               | Croatie                         | Lampre-Merida                   | 36 pts                          |
| modifier                        |                                 |                                 |                                 |                                 |

### Classement du meilleur jeune
| Classement général du meilleur jeune | Classement général du meilleur jeune | Classement général du meilleur jeune | Classement général du meilleur jeune | Classement général du meilleur jeune |
|                                      | Coureur                              | Pays                                 | Équipe                               | Temps                                |
| ------------------------------------ | ------------------------------------ | ------------------------------------ | ------------------------------------ | ------------------------------------ |
| 1er                                  | Adam Yates                           | Royaume-Uni                          | Orica-BikeExchange                   | en 78 h 0 min 9 s                    |
| 2e                                   | Louis Meintjes                       | Afrique du Sud                       | Lampre-Merida                        | + 2 min 59 s                         |
| 3e                                   | Warren Barguil                       | France                               | Giant-Alpecin                        | + 31 min 38 s                        |
| 4e                                   | Emanuel Buchmann                     | Allemagne                            | Bora-Argon 18                        | + 34 min 26 s                        |
| 5e                                   | Wilco Kelderman                      | Pays-Bas                             | Lotto NL-Jumbo                       | + 1 h 5 min 55 s                     |
| modifier                             |                                      |                                      |                                      |                                      |

### Classement par équipes
| Classement par équipes | Classement par équipes | Classement par équipes | Classement par équipes |
|                        | Équipe                 | Pays                   | Temps                  |
| ---------------------- | ---------------------- | ---------------------- | ---------------------- |
| 1re                    | Movistar               | Espagne                | en 233 h 58 min 34 s   |
| 2e                     | Sky                    | Royaume-Uni            | + 3 min 23 s           |
| 3e                     | BMC Racing             | États-Unis             | + 17 min 21 s          |
| 4e                     | Astana                 | Kazakhstan             | + 40 min 15 s          |
| 5e                     | AG2R La Mondiale       | France                 | + 40 min 53 s          |
| modifier               |                        |                        |                        |

## Abandons
- 62 -  Fabian Cancellara (Trek-Segafredo) : non partant
- 132 -  Shane Archbold (Bora-Argon 18) : non partant